# Парус (космический аппарат)
Парус (Индекс ГУКОС — 11Ф627) — серия российских (советских) навигационных спутников военного назначения.
Спутники «Парус» служат для обеспечения космической связью и навигационными данными подводных и надводных кораблей ВМФ РФ во всех районах Мирового океана. Они образуют боевую космическую навигационно-связную систему «Циклон», обеспечивающую навигацию и дальнюю двустороннюю радиосвязь с активной ретрансляцией через КА сообщений с подводных лодок и надводных кораблей в любом районе Мирового океана. Система была принята на вооружение в 1976 году.
В 1976 году на базе спутника «Парус» был разработан гражданский вариант навигационной системы для нужд морского флота, получивший название «Цикада».
Аппараты выводятся на приполярные орбиты наклонением 82,9° высотой в перигее 970 км и высотой в апогее 1200 км с помощью ракет-носителей Космос-3М.
К маю 2010 года произведено 99 запусков спутников этой серии. 20 января 2005 года попутно с «Парусом» был выведен на орбиту спутник «Университетский — Татьяна», а 21 июля 2009 года, КА «Стерх» системы КОСПАС-SARSAT. Последний запуск спутника серии «Парус» был осуществлён 27 апреля 2010 года